# Lophem
Lophem, ou Loppem (en néerlandais : Loppem) est une section de la commune belge de Zedelgem située en Région flamande dans la province de Flandre-Occidentale. C'était une commune à part entière avant la fusion des communes de 1977.

## Démographie

### Évolution démographique
- Sources : INS, Rem. : 1831 jusqu'en 1970 = recensements, 1976 = nombre d'habitants au 31 décembre[4].

## Histoire
On trouve déjà une ancienne mention du nom Lophem dans une charte datant de 1108.
En octobre 1918, au cours de la libération et peu après la fin de la Première Guerre mondiale, le roi Albert Ier s'est installé au château de Lophem. Le 21 novembre 1918, le gouvernement de Lophem y fut constitué : le premier gouvernement où les socialistes, les libéraux et les catholiques étaient unis dans une même coalition. C'est ce gouvernement qui accorde le suffrage universel masculin en Belgique après l'épisode du «coup de Lophem».
Au cours de la campagne des dix-huit jours (Seconde Guerre mondiale), le roi Léopold III a aussi résidé au château (18-25 mai 1940).

## Curiosités
- L'église Saint-Martin

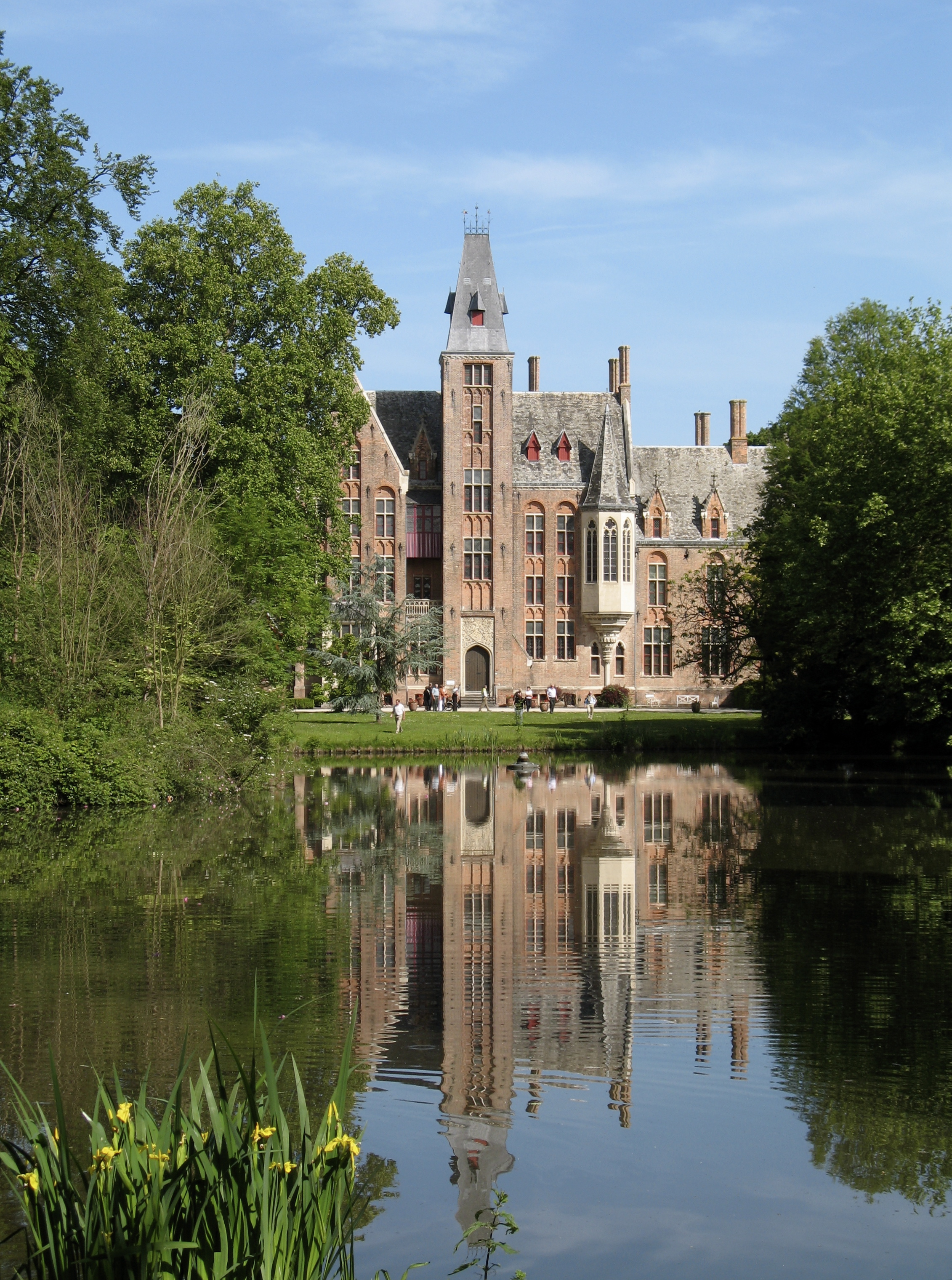
Le château de Lophem, de style néogothique flamand (1859-1862).

- Le château de Ter Loo, ancien château des de Schietere de Lophem
- Le château néogothique, son parc et le labyrinthe (1873).
- Le Prieuré Notre-Dame de Béthanie
- L'auberge Heidelberg, ancien péage sur la Torhoutsesteenweg
- La Kunsthalle Lophem, centre d'art contemporain
- La Emmaüsgrot, réplique de la grotte de Lourdes (1874)